# Злочин і кара (фільм, 1983)
«Злочин і кара» (фін. Rikos ja rangaistus, 1983) — перший повнометражний фільм фінського режисера Акі Каурісмякі. У фільмі використано мотиви однойменного роману Федора Достоєвського.

## Сюжет
Дія фільму відбувається в сучасному Гельсінкі, на початку 80-х. Після смерті своєї нареченої в автокатастрофі студент юрфаку Антті Рагікайнен залишив навчання і влаштувався працювати на бойню м'ясником. Він заходить до квартири бізнесмена Карі Гонканена, винуватця аварії, і вбиває його з принесеного пістолета.
Випадковим свідком події стає Еева Лааксо. Не наважуючись оголосити поліції ім'я побаченого нею молодика, вона наполегливо радить Антті добровільно здатися владі та зняти з себе важкий тягар скоєного злочину.
Інспектор поліції Пеннанен і комісар Снеллман упевнені в тому, що Рагікайнен причетний до вбивства. Слідчі починають психологічну гру з юнаком, змушуючи того нервувати й плутатися в свідченнях.
Про таємницю Ееви Лааксо дізнається її бос Гейнонен, який пропонує своє мовчання в обмін на прихильність Ееви. Після низки невдач Гейнонен має намір самостійно розправитися з Рагікайненом, але гине під колесами трамваю.
Антті вдається до хитрощів: він кидає в капелюх вуличного жебрака деякі цінні речі, які забрав у квартирі Гонканена. Заарештований поліцією жебрак з незрозумілих причин зізнається в тому, що вбивство — справа його рук.
Рагікайнену вдається роздобути фальшивий паспорт, потрібний для негайного втечі з країни. Після прощальної розмови з Еевою, він раптово змінює рішення і зізнається у вбивстві в тому самому поліційному відділку, де він незадовго до того відповідав на підступні запитання слідчого у справі про вбивство Гонканена.

## У ролях
- Маркку Тойкка — Антті Рагікайнен
- Айно Сеппо — Еева Лааксо, свідок убивства
- Еско Ніккарі — інспектор Пеннанен
- Оллі Туомінен — комісар Снеллман
- Ганну Лаурі — Гейнонен, начальник Ееви Лааксо
- Матті Пеллонпяа — Нікандер, приятель Антті
- Карі Сорвалі — Сормунен, жебрак у переході
- Пентті Ауер — Карі Гонканен
- Гаррі Марстіо — співак у барі
- Асмо Гурула — бармен
- Рісто Аалтонен — робітник-маляр
- Тар'я Кейнянен — епізод